# Andreý Bogomolov
Andreý Anatolʹyevïç Bogomolov (in kazako Андрей Анатольевич Богомолов?, in russo Андрей Анатольевич Богомолов?, Andrej Anatol'evič Bogomolov; 11 aprile 1977) è un ex calciatore kazako, di ruolo centrocampista.

## Palmarès

### Club

#### Competizioni nazionali
- Campionato kazako: 6

Elimaý: 1994, 1995, 1998
Qaýrat: 2004
Aqtöbe: 2007, 2009
- Coppa del Kazakistan: 1

Jeñis: 2002
- Supercoppa del Kazakistan: 2

Elimaý: 1995
Aqtöbe: 2008